# Morgantown (Missisipi)
Morgantown – jednostka osadnicza w Stanach Zjednoczonych, w stanie Missisipi, w hrabstwie Adams.